# Johann Andreas Graff
Johann Andreas Graff (1 de mayo de 1636, Núremberg - 6 de diciembre de 1701, ibídem) fue un pintor, dibujante, grabador y editor alemán, radicado en su ciudad natal de Núremberg. Esposo de la pintora Maria Sibylla Merian (1647-1717), y padre de las también pintoras Johanna Helena Herolt (1668–1723) y Dorothea Maria Graff (1678–1743).  

## Biografía

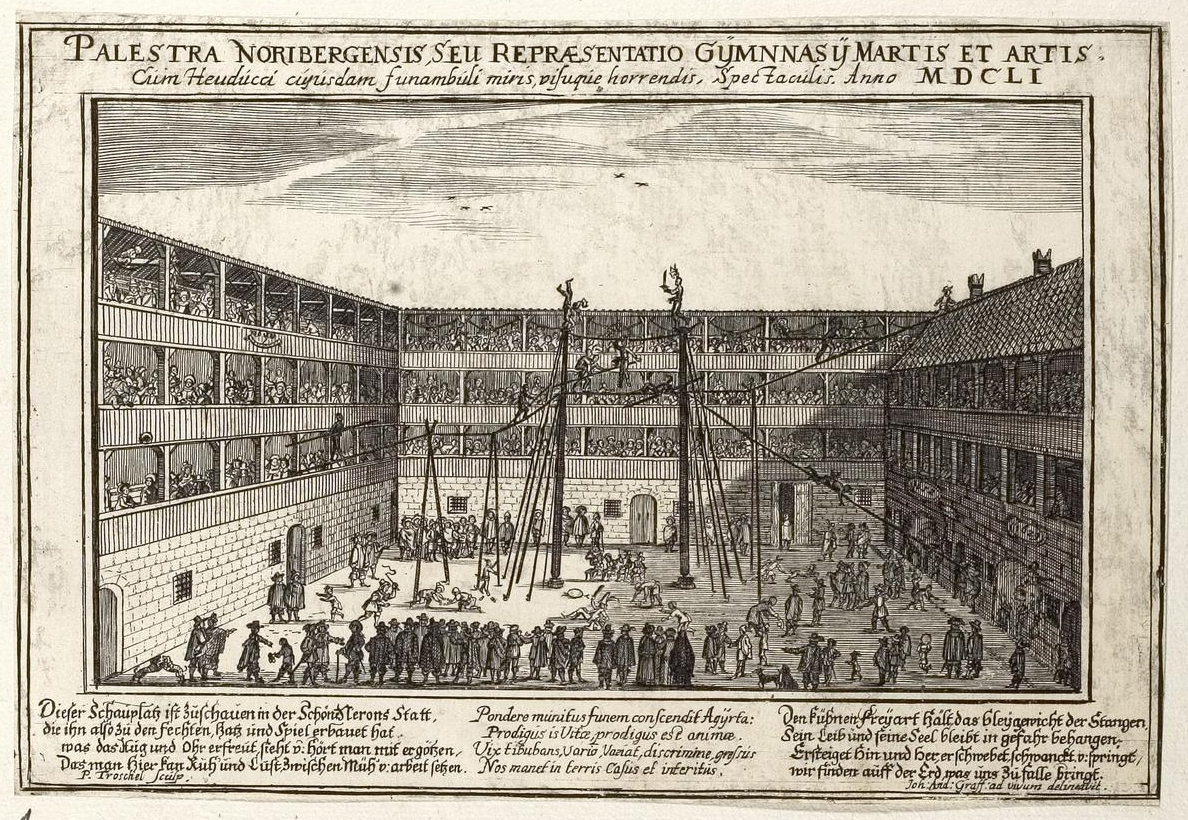
Grabado de Peter Troschel (vista de la plaza de Núremberg, por Graff, de 1651)

Era hijo del rector de la escuela de Egidien, Johann Graff. Recibió lecciones de dibujo de Leonhard Heberlein (1584-1656), y estudió en Fránkfurt con el pintor Jacob Marrel (1614-1681). Tras regresar a Núremberg, visitó Venecia y Roma. De vuelta en Frankfurt, se casó con la hija adoptiva de su maestro Marell, Maria Sibylla Merian (1647-1717). Hasta 1670 la pareja vivió en Frankfurt, y posteriormente se trasladó a Núremberg.

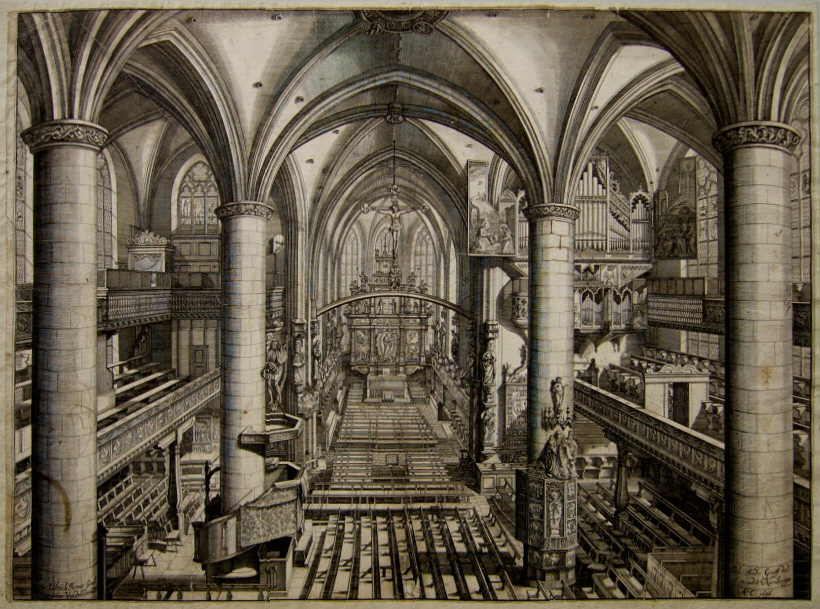
Interior de la Iglesia de Nuestra Señora de Núremberg (1696)

Entre 1670-1681, Graff trabajó en la publicación de las obras de su esposa, "Der rupsen begin, voedsel en wonderbaare veranderingen" ("La oruga, maravillosa transformación y extraña alimentación floral") (1679 a 1683) y el "Nuevo libro de las flores" (1680).
Después de la muerte de Marrel, la familia se mudó de nuevo a Frankfurt, donde se produjo un distanciamiento de la pareja: Maria Sybilla dejó a su marido en 1685, que regresó a Núremberg. En 1694 el divorcio se había consumado.
Especialmente en sus últimos años de Núremberg, Graff creó numerosas vistas de las calles y plazas de la ciudad, vistas interiores de iglesias, casas señoriales y diversas vistas de la zona.
Tras Johann Andreas Graff, surgió en Núremberg una serie de importantes vedutistas que han legado a la posteridad una imagen vívida y completa de la ciudad imperial y sus alrededores a finales del siglo XVII y en el siglo XVIII.